# Alessandro Pandolfi
Pour les articles homonymes, voir Pandolfi.
Alessandro Pandolfi, né en 1887 à Castellamare Adriatico di Pescara dans les Abruzzes et mort en 1953 à Pavie, est un peintre, un graveur et un potier italien.

## Biographie
Alessandro Pandolfi naît en 1887 à Castellamare Adriatico di Pescara dans les Abruzzes. Il étudie aux académies des beaux-arts de Bologne et de Turin.
Il meurt en 1953 à Pavie.